# Silvija Germanova
Silvija Germanova, född den 12 februari 1961 i Gotse Deltjev Bulgarien, är en bulgarisk före detta basketspelare som var med och tog OS-silver 1980 i Moskva. Detta var andra gången damerna deltog vid de olympiska baskettävlingarna, tillika andra gången Bulgarien tog medalj.